# Takfirieen
De Takfiri gedachtegang is afkomstig van de Khawaridj sekte en is in grote mate gebaseerd op de leringen van Sayed Qutb. De volgelingen van deze Takfiristroming bevinden zich onder andere Osama bin Laden en Abu Musab al-Zarqawi.
De gewelddadige strijd tegen de machthebbers in de islamitische wereld is met name gepropageerd door de Egyptenaar Sayyid Qutb in de jaren zestig van de twintigste eeuw.
Dit hangt nauw samen met de strijd tegen de 'verre vijand', dat zijn met name de Verenigde Staten, die de corrupte regimes in de islamitische landen in het zadel zouden houden.
De wereldwijde gewelddadige jihad tegen het Westen werd in de jaren tachtig verwoord door een van de grondleggers van Al Qaida, de Palestijn Abdullah Azzam. Osama bin Laden en Ayman al-Zawahiri hebben deze ideologie uitgebouwd.
De jihadistische ideologie heeft zich vooral in Egypte ontwikkeld en is verder gevoed door de strijd tegen de Sovjet-Unie in Afghanistan in de jaren tachtig en de samenwerking van Saoedi-Arabië met de Verenigde Staten in de strijd tegen Saddam Hoessein na de Irakese bezetting van Koeweit begin jaren negentig.